# Llac Volta
El llac Volta, situat a Ghana, amb 8.502 km² és l'embassament més gran del món. El llac està format per la presa d'Akosombo i s'estén al llarg de 520 km, entre la ciutat de Yapei i la presa d'Akosombo. La profunditat mitjana del llac és de 18,8 m i la màxima de 75 m.
El llac Volta hi van a parar el Volta Blanc i el Volta Negre, dos rius que en unir-se formen el riu Volta, el qual desguassa a l'oceà Atlàntic. El llac es formà el 1965, quan es construí la presa d'Akosombo. La construcció de l'embassament va fer que 78.000 persones haguessin de canviar de poble, així com dos-cents mil animals.
La presa d'Akosombo proporciona electricitat a bona part del país. El llac es fa servir com a via de transport de mercaderies i de persones en fèrries. El 9 d'abril de 2006 un vaixell de passatgers es va enfonsar, provocant la mort de prop de 150 persones.
El Parc Nacional de Digya es troba a la riba oest del llac.